# オランダ公共放送
オランダ公共放送（蘭：(Nederlands publiek omroepbestel,略称NPO）はオランダの公共放送製作会社が加盟している組織のことである。

## 概要
元々オランダは、20世紀初頭に、柱状化社会（蘭: verzuiling (zuil = 柱), 英: pillarization）と呼ばれる縦割り構造により、一つのチャンネルに複数の公共放送製作会社が制作する番組を放映している。これをもとに新聞、スポーツクラブ、教育機関などにも採用された。それぞれの番組時間帯には、決められている時間がある。ニュースなどの報道番組やスポーツ中継番組はオランダ放送協会に属する。
オランダにおいて、地上波のアナログテレビ放送用チャンネル3つ全てがオランダ放送協会に割り当てられている。RTLグループなどが運営する民間のテレビ放送は地上波デジタルテレビか、通信衛星やケーブルテレビ経由で視聴することになる。

## 加盟局
- AVROTROS - AVROとTROSの合併（2014年から）
  - AVRO - 総合ラジオ放送協会。ジュニア・ユーロビジョン・ソング・コンテストのオランダ代表を管轄している。
  - TROS - テレビ・ラジオ放送機関。ユーロビジョン・ソング・コンテストのオランダ代表を管轄する他、番組販売の形で日本でも放送されているゲーム番組「爆笑チャレンジャー」（蘭名: Te land, ter zee en in de lucht）を制作している。
- BNNVARA - BNNとVARAの合併（2014年から）
  - BNN - De Nationale IQ Test（英名: Test the Nation）や De Grote Donorshow（提供者ショー）、Baby te Huur（レンタル赤ちゃん）を制作した。
  - VARA - 労働者ラジオ愛好家協会。
- EO - 福音放送。プロテスタント系の放送団体。
- KRO - カトリック・ラジオ放送。カトリック系の放送団体。
- Omroep MAX - 高齢者向けの公共放送団体
- NCRV - オランダ・キリスト教ラジオ協会。プロテスタント系の放送団体。
- VPRO - 自由主義神学ラジオ放送。元プロテスタント系の放送団体
- パウンド（POWNed） - オランダ知識人向け公共放送。若者·Z世代·Web世代、知識人を対象とした放送団体。

以下の組織は小規模な組織である。
- BOS - 仏教系の放送団体。
- ヒューマン（HUMAN/Humanistische Omroep） - 人文放送協会
- IKON
- Joodse Omroep - ユダヤ教系の放送団体。
- NIO - イスラム教系の放送団体。
- NMO - こちらもイスラム教系の団体。
- OHM - ヒンズー教系の放送団体。
- OF - フリースランド放送。フリースラント州を地盤とする地域放送団体。
- RKK
- PP
- ZvK
- Omroep ZWART - 黒色放送。黒人を中心に設立された公共放送団体。

以下の2団体は公共特別放送の組織である。
- オランダ放送協会（NOS）
- エヌ•ティ•アール公共放送（NTR）- 旧·オランダ放送番組協会（NPS）、テレアク（TELEAC、旧·TELEAC/NOT）とRVUの合併（2010年から）

## チャンネル

### テレビ
- NPO 1
- NPO 2
- NPO 3
- Nederland 24

NPO
NPO 1
NPO 2
NPO 3

### ラジオ
- NPO Radio 1
- NPO Radio 2
- NPO 3FM
- NPO Radio 4
- NPO Radio 5
- NPO FunX
- NPO Blend

## 外部サイト
- 公式サイト